# Microhypsibius japonicus
Microhypsibius japonicus är en djurart som tillhör fylumet trögkrypare, och som beskrevs av Ito 1991. Microhypsibius japonicus ingår i släktet Microhypsibius och familjen Microhypsibiidae. Inga underarter finns listade i Catalogue of Life.